# قاعدة جبل بليزنت الجوية
قاعدة جبل بليزنت الجوية (بالإنجليزية: RAF Mount Pleasant)‏ هي قاعدة عسكريَّة تابعة لسلاح الجو الملكي تقع في جزر فوكلاند (إقليم ما وراء بحار بريطاني). تعتبر القاعدة تابعة «للقوات البريطانية في جنوب الأطلسي» (BFSAI)، وهي القوات العسكرية الرسمية المسؤولة عن حماية جزر فوكلاند. تؤوي قاعدة جبل بليزنت نحو 1,000 إلى 2,000 مجنَّد بريطاني، وهي تقع على مسافة 48 كيلومتراً جنوب غربي عاصمة الجزر ستانلي، وهي تقع على جزيرة فوكلاند الشرقية، إحدى الجزيرتين الأساسيَّتين في أرخبيل الفوكلاند. ترتبط ثكنات ومرافق وأقسام القاعدة معاً بحاجزٍ ضخم طوله 800 متر.
افتتحت قاعدة جبل بليزنت الجوية على يد الأمير أندرو دوق يورك في 12 مايو سنة 1985، وبدأت العمل بكامل نشاطها بحلول العام التالي. جاءت القاعدة كجزء من مساعي المملكة المتحدة لتقوية دفاعاتها في جزر فوكلاند، في أعقاب الغزو الأرجنتيني سنة 1982 الذي وقعت إثره الجزر في أيدي الأرجنتين لمدَّة شهرين. لا زالت هذه حتى الآن أحدث قاعدة لسلاح الجو الملكي تُبنَى لغرض الاستعمال المباشر.